# Nel Veenstra
Nel Veenstra is een personage in de VTM-televisieserie Familie, gespeeld door Brigitte Derks.

## Personage omschrijving
Nel Veenstra werkt als receptioniste in een hotel in Tanzania. Ze komt in contact met Bart Van den Bossche, wanneer die er samen met Peter Van den Bossche op zakenreis is.
Nu zijn relatie met Brenda Vermeir in een diep dal zit en Peter bovendien onder zijn neus met Trudy – die is meegereisd – zit te flirten, krijgt Bart het moeilijk. Hij stort zich in de armen van Nel en de twee hebben samen seks.
Twee maanden later, terug in België, staat Nel plots voor de deur van Bart. Ze wil met hem een nieuw leven beginnen, maar Bart maakt haar duidelijk dat hij voor Brenda kiest. Nel is woedend en besluit Brenda te ontvoeren. Op die manier kan ze Bart troosten en meer toenadering tot hem krijgen. Beetje bij beetje groeien ze naar elkaar toe, terwijl Brenda nog steeds wordt vastgehouden.
Bart kan zijn ogen niet geloven wanneer hij ontdekt dat Nel achter de verdwijning van Brenda zit. Hij komt zijn echtgenote op het spoor en tracht haar te bevrijden, maar dan verschijnt Nel op het toneel. Ze sluit Bart bij Brenda op en steekt het gebouw in brand. Op het nippertje kan politieagent Jef Lits het koppel redden en Nel overmeesteren.